# Peer Hultberg
Peer Hultberg (ur. 8 listopada 1935 w Vangede koło Kopenhagi, zm. 20 grudnia 2007 w Hamburgu) – duński pisarz.

## Życiorys
Z zawodu slawista, przez wiele lat pracował również jako aktywny psychoanalityk, co miało znaczący wpływ na jego twórczość literacką. Większość jego powieści ma przy tym charakter prozy eksperymentalnej, wykorzystującej bogaty zasób awangardowych środków artystycznych międzywojennego modernizmu. Hultberg jako miłośnik kultury polskiej często bohaterami swoich utworów czynił wielkich Polaków jak na przykład Adam Mickiewicz czy Fryderyk Chopin.
Urodził się 8 listopada 1935 na suburbium Vangede, niedaleko Kopenhagi; jego młode lata przypadły jednak na życie w Horsens a następnie w Viborg. W 1953 roku ozpoczął studia na Uniwersytecie Kopenhagi, gdzie kształcił się kolejno jako filolog francuski, muzykolog oraz znawca języków słowiańskich. Tematem jego licencjatu było życie i twórczość Wacława Berenta.
Za jego magnum opus uznaje się powieść eksperymentalną Requiem (1985), na którą składa się 537 krótkich anegdot, pozornie nie pozostających ze sobą w ścisłym związku. W Polsce najbardziej znana jest powieść Preludia traktująca o narodzinach geniuszu Chopina, skomponowana na zasadzie strumienia świadomości, starająca się zgłębić psychologiczne mechanizmy rządzące się umysłem genialnego dziecka dopiero poznającego otaczający go świat.
W 1993 roku został uhonorowany nagrodą literacką Rady Nordyckiej za powieść Byen og Verden.

## Dzieła

### Powieści
- Mytologisk landskab med Daphnes forvandling (1968)
- Desmond! (1968)
- Requiem (1985)
- Slagne veje (1988)
- Præludier (n1989)
- Byen og verden (1992)
- Kronologi (1995)
- Min verden – bogstavligt talt (2005)
- Vredens nat (2008)

### Sztuki teatralne
- De skrøbelige (1998)
- Fædra (2000)
- Kunstgreb (2000)